# Always Let Me Go
Always Let Me Go (Live in Tokyo) ist ein Jazzalbum von Keith Jarrett, Gary Peacock und Jack DeJohnette, das am 26. und 28. Juli 2000 bei Konzerten des Trios in der Bunkamura Orchard Hall in Tokyo mitgeschnitten wurde und 2002 bei ECM Records erschien.

## Hintergrund
Nach Überwindung seiner über zwei Jahre währenden Erkrankung am Chronischen Fatigue-Syndrom tourte der Pianist Keith Jarrett 2001/2002 mit seinem Standards-Trio; in diesem Zeitraum entstanden Mitschnitte von Konzerten, die letztlich als Alben veröffentlicht wurden: Inside Out (2001), Up for It (2003), The Out-of-Towners (2004), My Foolish Heart (2007) und Yesterdays (2009).
Bei dem Konzert in Tokyo spielten Jarrett, Peacock und DeJohnette Stücke, die sich aus einer Improvisation entwickelt haben. Keith Jarrett meinte zu den Aufnahmen in einem Interview mit dem Down Beat:
„Inside Out war nur eine Art Präludium für das, was wir jetzt spielen. Wir sind diesmal in sehr viel höhere Sphären des freien Spiels vorgestoßen. Was wir jetzt machen, ist sehr viel freier...“

## Titelliste

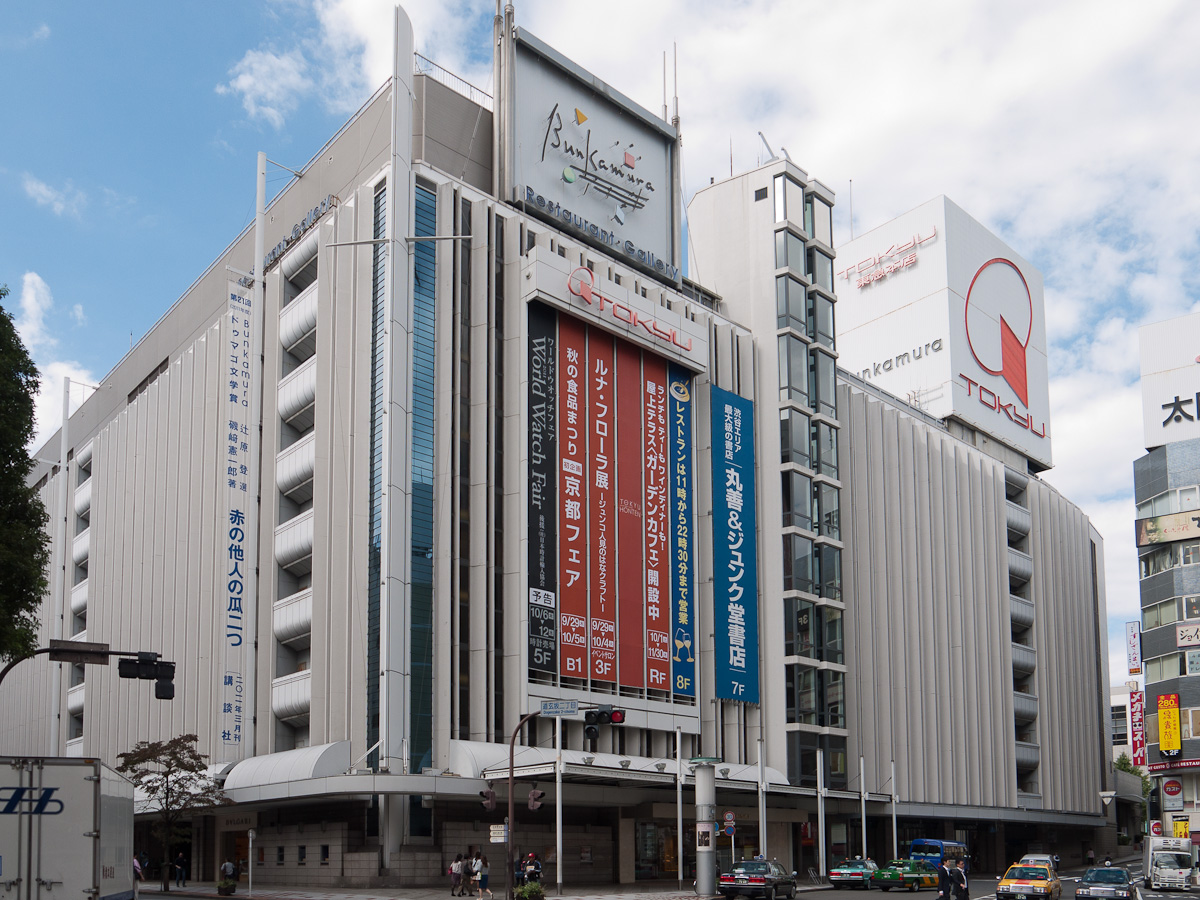
Bunkamura Orchard Hall, Tokyo

- Keith Jarrett, Gary Peacock, Jack DeJohnette: Always Let Me Go (ECM 18000/1801)[2]

CD 1
1. Hearts in Space (Jarrett) – 32:12
2. The River (Jarrett) – 3:34
3. Tributaries (Jack DeJohnette, Keith Jarrett, Gary Peacock) – 16:18
4. Paradox (Jarrett) – 9:01

Disc Two
1. Waves (Jarrett) – 34:25
2. Facing East (DeJohnette, Jarrett, Peacock) – 14:04
3. Tsunami (Jarrett) – 14:51
4. Relay (Jarrett) – 13:00

## Rezeption
Für den Kritiker des JazzEcho ist der Albumtitel Always Let Me Go Programm; es sei eine „ironische Anspielung auf die Vergangenheit des Trios, das den Standard ‚Never Let Me Go‘ von Jay Livingston und Ray Evans immerhin zweimal aufnahm, und Imperativ des Zusammenspiels. Denn Jarrett, Peacock, DeJohnette lassen einander los, halten die Zügel locker, wechseln mit traumwandlerischer Sicherheit die Rollen und sind doch stets beieinander. Von den teils halb-, teils viertelstündigen, teils kürzeren Stücken des Doppelalbums, das bei Konzerten in Tokio mitgeschnitten wurde, sind nur zwei als Kollektivimprovisationen ausgewiesen, doch – abgesehen von einem kleinen, stillen Solo für Klavier (‘The River’) – herrscht immer der Geist des Interplays, des Austausches, des Gebens und Nehmens von Impulsen. Wie aus dem Nichts entstehen so kleine Melodien, satte Grooves, beiläufige Stilzitate aus der Jazzgeschichte und eruptive, geräuschhafte Verdichtungen. Ein derart permanentes Fluktuieren zwischen Dichte und Offenheit erreicht eine Band nicht einfach durch freies Spielen und Reagieren. Dazu bedarf es nicht nur 'großer Ohren', sondern gemeinsam gewonnener Erfahrung. Unser Trio erarbeitete sich diese anhand der Standards.“ „Wohl nie zuvor hat das Trio so perfekt zusammengespielt wie bei diesen Aufnahmen“, lautet das Fazit des Autors.

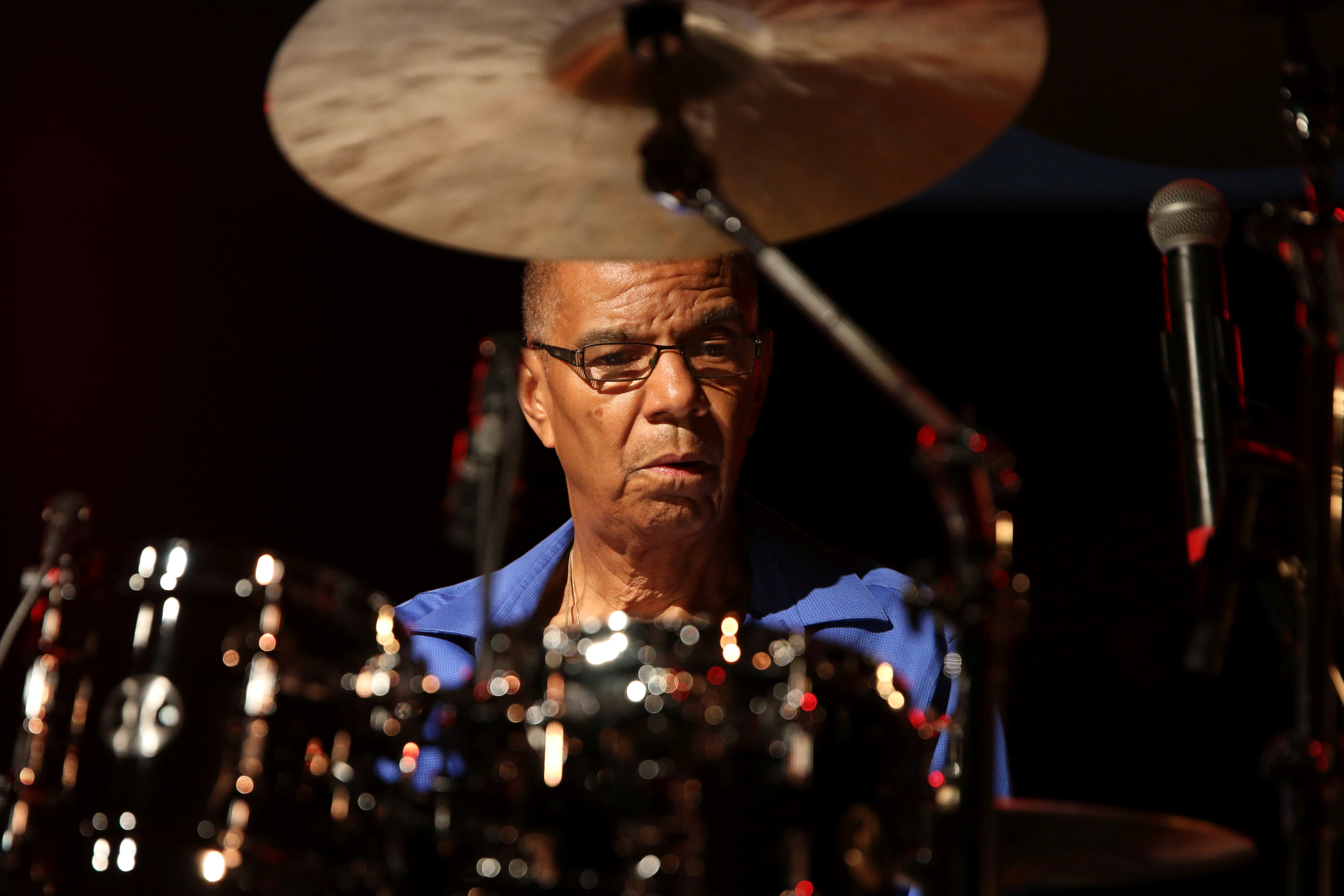
Jack DeJohnette bei einem Auftritt auf dem Deutschen Jazzfestival 2015. Foto: Oliver Abels

Peter Marsh lobte in seinem Beitrag für den BBC die Weiterentwicklung von Keith Jarretts Standards Trio mit Gary Peacock und Jack DeJohnette; denn obwohl ein Großteil der von ihnen „produzierten Musik brillant war, wurde es immer schwieriger, sich dem Gefühl zu entziehen, dass Jarrett das Trio mit viel historischem Gepäck umgab und beinahe als eine Art platonisches Ideal des Klaviertrios auftauchte, im Smithsonian Institute in Aspik konserviert“, wie er ironisch anmerkte. Dies habe sich, so Marsh, mit dem Vorgängeralbum Inside Out (das bereits weitgehend vollständig improvisiertes Material enthielt), geändert.
„Viele der Stücke sind lang; Die Eröffnung von ‚Hearts in Space‘ dauert fast 40 Minuten. Jarrett hat schon immer eine Affinität mit der Strukturierung von Langform-Improvisationen gezeigt, wie seine Solokonzerte bezeugen, aber während er sich in bequemen, fast vorhersehbaren Routinen einfinden kann, tut das Trio alles andere als das. Dies ist klassisches Geben und Nehmen, mit jedem Musiker, der viel Raum erlaubt, während er sich von der strengen Abstraktion über warmes Groove-Spiel bis hin zu gedämpfter Introspektion bewegt. Jarrett hat im Vergleich zu Webern hier Vergleiche angestellt, und es ist nicht schwer sich vorzustellen, dass eine unternehmungslustige Seele mit zu viel Zeit an Hand einiger der abstrakteren Momente [Material] für ein Streichquartett erhält.“
Das Spiel von Jarrett sei nicht überraschend brillant, schrieb Peter Marsh weiter, „mit seiner Fähigkeit, aus der Luft intakt eine denkwürdige melodische Linie und prächtige Klänge zu zaubern, gepaart mit einer Vorliebe für knotige, taumelnde Noten-Cluster, die aus unabhängigen Linien bestehen.“ Das Solo ‚The River‘ sei „ein klassisches Beispiel für die Begabung des Pianisten für reflektierende, sofortige Komposition, während auf dem abschließenden ‚Relay‘ seine fröhlichen, volkstümlichen Linien (die an Ornette Coleman erinnern) an Elan platzen.“
„Befreit von ihren eher konventionellen Rhythmus-Pflichten“ resümiert der Autor, glänzten Peacock und DeJohnette; der Bassist sei in glänzender Form, „jede Note ist kraftvoll und anmutig. Seine ausdrucksstarken, trägen Soli, die messerscharfe Zeit und die fast telepathische Beziehung zu Jarrett erinnern an die legendäre Partnerschaft zwischen Bill Evans und Scott LaFaro. DeJohnette wird immer besser; Sehr wenige Jazz-Schlagzeuger verfügen sowohl über ein breites Erfahrungsspektrum als auch über unbestrittene Möglichkeiten. 20 Jahre zusammen haben sich ausgezahlt und wie.“

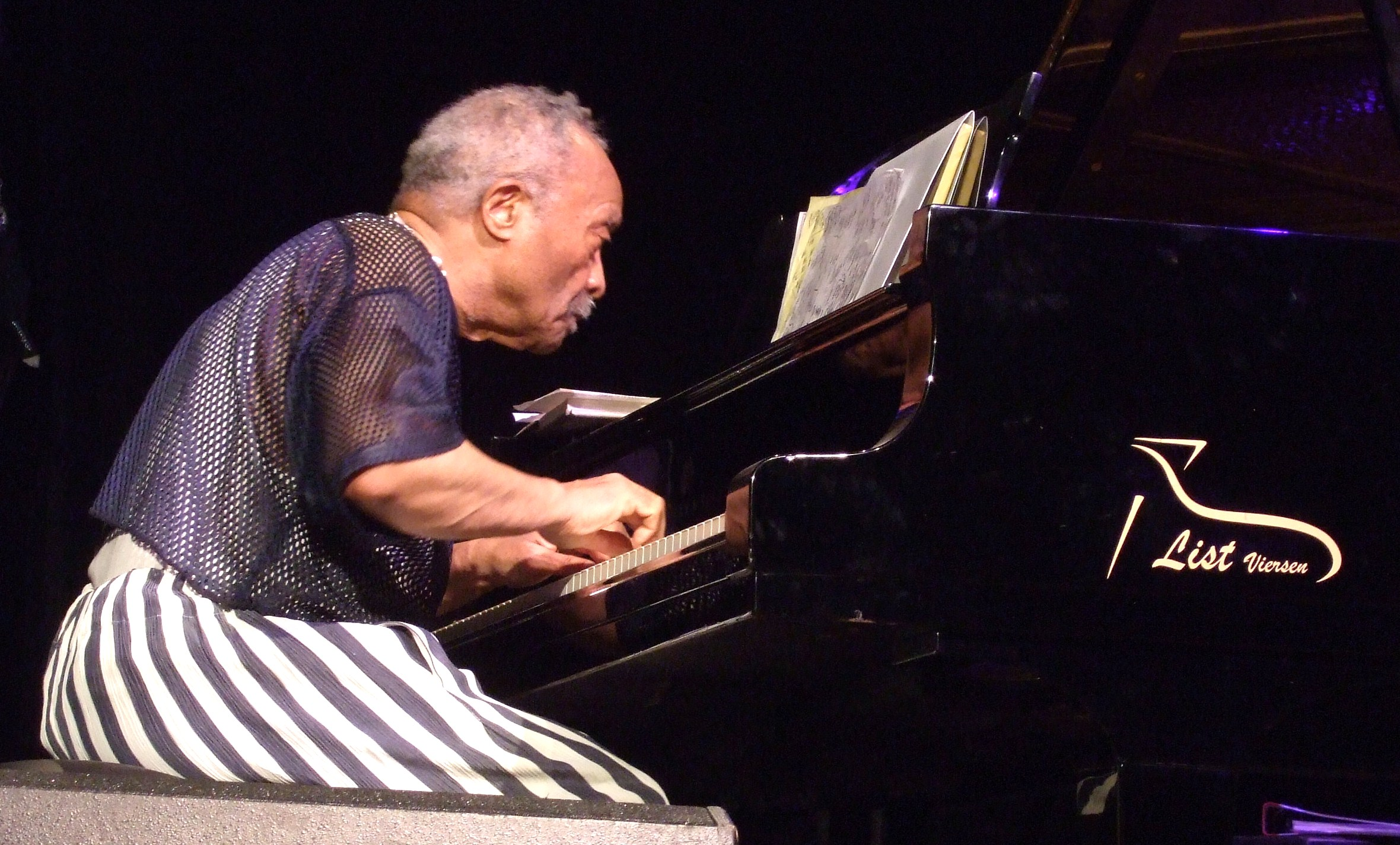
Cecil Taylor

Phil Johnston stellt zu Beginn seiner Besprechung des Albums im britischen The Independent die rhetorische Frage, „ob wir wirklich ein weiteres Live-Album des Trios von Keith Jarrett, Gary Peacock und Jack DeJohnette brauchen“, schließlich habe das Trio seit seiner Gründung vor 20 Jahren mehr Live-Alben aufgenommen als die Rolling Stones und die Grateful Dead zusammen. Neu an Always Let Me Go sei jedoch, dass sich seit Inside Out (dem Mitschnitt von 2000 in London) das Trio dem widme, „was Jarrett als ‚freie Musik‘ bezeichnet, die nicht geschrieben, eingespielt oder geplant wurde.“ Der Eröffnungs-Track bezieht sich am offensichtlichsten auf Jarretts Vorstellungen von „freier Musik“, wobei „Jarretts Finger in einer Reihe nervöser, knöcheliger Cecil-Taylor-Ismen [...]. Die Grazie, mit der die drei Musiker Stimmungsänderungen und Tempo aushandeln, ist hier, wie in fast allen Alben, beinahe umwerfend. In ‚The River‘ folgt eine zarte Ballade, deren kurze, dreiminütige Dauer man auf unbestimmte Zeit verlängern möchte, und die durchsichtigen ‚Tributaries‘, die darauf folgen. Es ist klar, dass wir Vintage-Jarrett hören.“
Auch am zweiten Teil des Albums gäbe es „nichts auszusetzen“, schrieb Johnston; das sei „nicht nur guter Jazz. Das ist Musik auf einer ganz anderen Ebene. Der Anfang des Openers, ‚Waves‘, sei nahezu perfekt, er klinge wie eine Beethoven-Sonate, ehe er alles in Richtung Bud Powell und Bop-Anleihen drehe. Always Let Me Go sei kein gewöhnliches Album. Diejenigen von uns, die dachten, wir hätten alle Live-Alben von Jarrett, die wir brauchten, müssen noch einmal darüber nachdenken.“
Derek Taylor meinte im Magazin Dusted, da „Jarrett, Peacock und DeJohnette sind wohl das herausragende Klaviertrio der Welt, das seit Jahrzehnten eine Institution für improvisierte Musik ist“, habe Jarrett wohl mit seinem Label eine Carte blanche arrangiert. „Coltrane hatte es mit Bob Thiele bei Impulse und Miles hatte es mit Teo Macero bei Columbia so gepflegt, aber aufgrund der derzeitigen Wirtschaftlichkeit des Jazz ist dies heute eine fast unmögliche Annehmlichkeit.“ Jarrett könnte das Kunststück bei ECM durch eine enge Zusammenarbeit mit dem Produzenten Manfred Eicher und eine überzeugende Erfolgsbilanz bei Rekordverkäufen und künstlerischer Exzellenz vollbringen, meinte Taylor. Noch beeindruckender sei, dass der erreichte Qualitätsstandard weiterhin die Messlatte für seine Kollegen setzt. Always Let Me Go bringe die Siegesserie voran und bekräftige einmal mehr, warum Jarrett „die imaginären Schlüssel zum ECM-Königreich hält.“
Während die Improvisationen weitgehend spontan seien, setzte Taylor in seiner Besprechung fort, liege ihnen fast immer ein starker Sinn für Melodie und Rhythmus zugrunde. „Jede Platte wird mit einer Mammut-Exkursion eröffnet, die über eine halbe Stunde von beängstigender Dauer läuft. ‚Hearts in Space‘ bewegt sich von leicht nachdenklichen Anfängen, die um Jarretts jitterende Cluster und den Flut von DeJohnettes geschlagenen Trommeln herum gebaut wurden, zu einer klarer definierten Flugbahn, die auf nachvollziehbaren Akkorden aufgebaut ist.“ Besonders hervorzuheben sei eine pastorale Interlude in düstere Americana in der Mitte der Strecke, in der Jarretts beispielhafte Methode der romantischen Lyrik wirklich blühe. Das treffend und prägnant benannte „Waves“ arbeitet aus einem anderen Rahmen und behält dabei die kolossalen Dimensionen bei.
Die meisten anderen Stücke seien zwar kürzer, bewegen sich jedoch in Größe und Umfang immer noch um den 14-Minuten-Bereich. Von diesen fallen ‚Tributaries‘ und ‚Tsunami‘ wirklich auf. „Auf dem Weg beginnt das spärlich trampelnde Muster von DeJohnettes Becken eine Reise, die sich exponentiell in Bezug auf Dichte und Impuls entwickelt. Von bescheidenen Anfängen zu einem dunklen, markanten Groove, der von stechenden Blockakkorden und dem korpulenten Ostinato von Peacocks Bass dominiert wird, wird das Stück von einer fast wütenden Dysphorie überschwemmt. ‚Tsunami‘ unterstreicht die Beweglichkeit von Jarrett [...] zu Beginn, bevor er in einem vergleichsweise engen tonalen Zentrum herumwirbelt. Die enge Ansprache seiner Partner treibt den Pianisten weiter an, während er durch eine Litanei aus Leiterreihen rast. Später bringen DeJohnettes tribal-getönte Beats das Stück auf Fieber.“

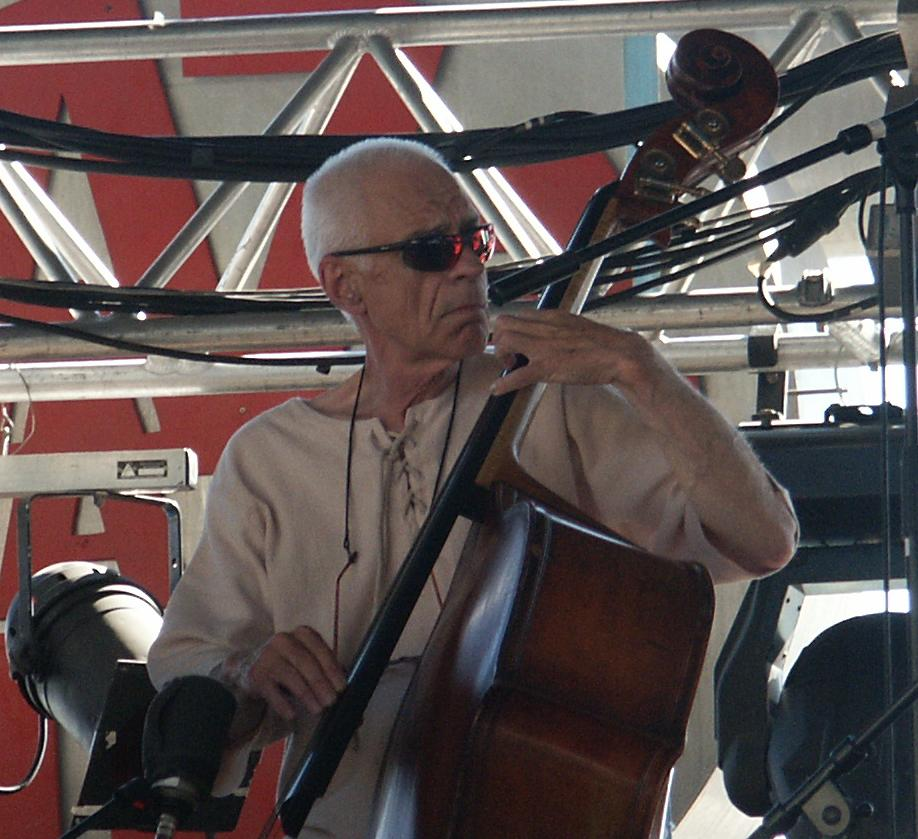
Gary Peacock 2003

Die einzige ärgerliche Facette des Sets, meint Taylor, sei vielleicht die Aufnahme von ohrenbetäubendem Applaus, der am Ende vieler Stücke erschalle. „Jarretts berüchtigtes Ego genießt in Jazzkreisen einen nahezu legendären Status, aber diese Taktik scheint besonders sykophantisch zu sein – die Musik spricht für sich selbst ohne den zusätzlichen Lob eines anbetenden Publikums. Dies ist jedoch eine geringfügige Beschwerde, wenn es gegen die Brillanz der Musik abgewogen wird. [...] Jeder, der ein Ohr für fein gehauene Jazz-Improvisation hat, sollte auf diese immense Fallstudie im Stand der Technik verweisen.“
Mike Quinn lobte in JazzTimes: „Was an diesem virtuosen Kraftakt am meisten fasziniert, ist die Art und Weise, wie dieses Trio sich im Nu nach außen wenden kann, um eine Melodie und Struktur aus dem Luftzug zu ziehen, normalerweise im richtigen Moment, und alles mit etwas auf die Erde bringt von bluesigem Funk, ein bisschen wehmütiger Romantik, ein Stück Bop oder Swing.“ Die beiden CDs seien wie immer wunderbar aufgenommen und gäben allen drei Raum genug Platz, um das Rampenlicht zu halten: „DeJohnette hat sich noch nie so raffiniert primitiv oder Peacock so stark, so melodisch angehört, während er das für Jarrett so bekannte Intuitionsgebiet erkundete, der es anscheinend geschafft hat, weitere 30 oder 40 Tasten auf seinem Klavier zu finden.“
Thomas Conrad zeichnete das Album im Down Beat mit fünf Sternen aus und lobte: „Diese freie Musik erfordert den Glauben und die Inspiration des Zuhörers und macht Werturteile sogar noch mehr als gewöhnlich subjektiv.“ Anders als auch auf Inside Out „hören wir Stücke wie ‚Hearts in Space‘ und das 34½ Minuten lange ‚Waves‘ als ganze lange Bögen. Die Tatsache, dass diese Ganzheit immer in Gefahr ist, dass sie sich an keine Regeln hält, sondern an ihre eigenen, und dass wir das Gefühl haben, dass wir sie im selben Moment wie das Trio entdecken, macht sie aufregend und erfüllend.“ Always Let Me Go erhalte „durch seine plötzlichen Verschiebungen, Gipfel und Täler, die exquisit gemachten Songs in den Songs, auf die das Trio stößt, ein gesteigertes Gefühl der Vorstellungskraft – ein kristalliner, dreieinhalb-minütiger Miniatur-Auftritt aus der Stille der ‚Tributaries‘, der Melodie Gnade von ‚Waves‘, – und die dramatischen Schwankungen seiner dynamischen Reichweite. In diesem zwanzigsten Jahr wächst dieses Trio immer mehr in der Fähigkeit, die Kreativität seiner Zuhörer herauszufordern.“